# Juan Felipe Aguirre
Juan Felipe Aguirre Tabares, mais conhecido como Juan Felipe Aguirre (Medellín, 29 de agosto de 1996) é um futebolista colombiano que atua como zagueiro. Atualmente, joga pelo Athletico Paranaense.

## Carreira

### Início
Nascido em Medellín, Aguirre começou sua trajetória na Escuela de la Universidad de Antioquia, onde permaneceu por cinco anos, antes de se transferir para o Sueños del Fútbol. Aos nove anos, disputou o Torneo de Pony Fútbol e, em seguida, atuou uma temporada pelo Envigado. Aos onze anos, fez testes no Atlético Nacional e foi integrado às categorias de base do clube.

### Leones
Sem espaço no profissional do Atlético Nacional, foi emprestado em 2016 ao Leones, da Segunda Divisão, onde fez sua estreia profissional. Foi peça importante no acesso à elite na temporada de 2017, e disputou a Primeira Divisão em 2018.

### Celaya
Em janeiro de 2019, transferiu-se para o Celaya, do segunda divisão mexicana. Permaneceu até o início da Liga de Expansão do México, em 2020.

### Montevideo Wanderers
Após deixar o futebol mexicano, atuou pelo Montevideo Wanderers, do Uruguai.

### Retorno ao Atlético Nacional
Em dezembro de 2022, acertou seu retorno ao Atlético Nacional para a temporada de 2023. Marcou seu primeiro gol pelo clube em 21 de maio de 2023, no empate por 1–1 com o Deportivo Pasto.

### Athletico Paranaense
Em 2025, foi contratado pelo Club Athletico Paranaense, para a disputa da temporada.

## Títulos
Atlético Nacional
- Copa da Colômbia: 2023, 2024
- Superliga da Colômbia: 2023, 2025
- Campeonato Colombiano: 2024 (Finalización)